# Vật lý thiên văn

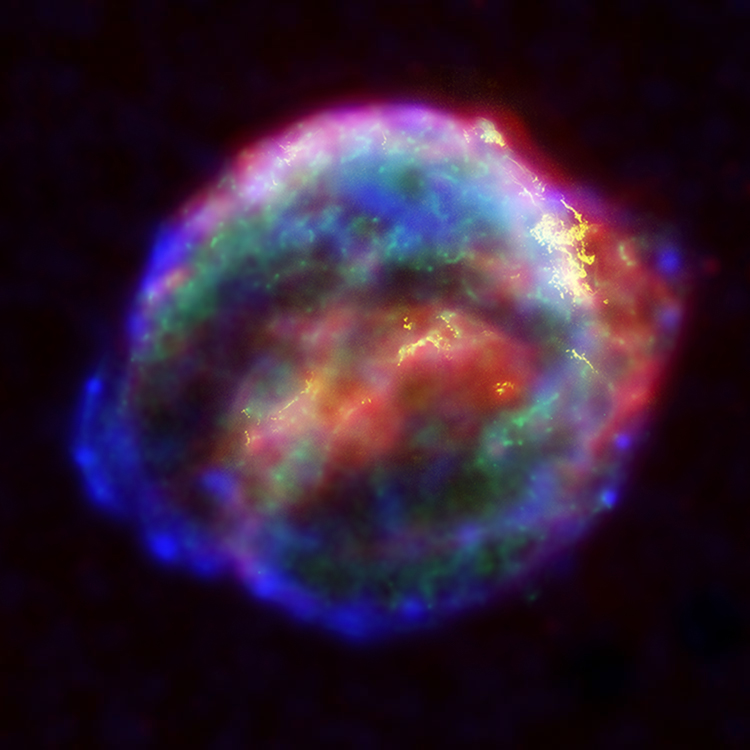
Siêu tân tinh Kepler

Vật lý thiên văn là một phần của ngành thiên văn học có quan hệ với vật lý ở trong vũ trụ, bao gồm các tính chất vật lý (cường độ ánh sáng, tỉ trọng, nhiệt độ, và các thành phần hóa học) của các thiên thể chẳng hạn như ngôi sao, thiên hà, và không gian liên sao, cũng như các ảnh hưởng qua lại của chúng. Công việc nghiên cứu Vật lý vũ trụ học là vật lý thiên văn mang tính lý thuyết trong phạm vi rộng nhất.
Bởi vì ngành vật lý thiên văn là một lĩnh vực mênh mông, nên các nhà vật lý học thiên thể thường áp dụng các ngành khoa học khác trong vật lý, bao gồm cơ khí, điện từ học, cơ học thống kê, nhiệt động lực học, cơ học lượng tử, tính tương đối, vật lý nguyên tử, vật lý hạt nhân, và vật lý nguyên tử, phân tử và quang học. Trong thực nghiệm, ngành nghiên cứu thiên văn hiện đại bao gồm một phần quan trọng dựa trên nền tảng vật lý cơ bản. Tên gọi của ngành học trong các trường đại học ("vật lý thiên văn" hay "thiên văn học") thường liên quan nhiều đến lịch sử của ngành hơn là nội dung nghiên cứu. Vật lý thiên văn được đào tạo trong rất nhiều trường đại học với bằng cử nhân, thạc sĩ, tiến sĩ thông qua các khoa như kỹ thuật hàng không vũ trụ, vật lý hoặc thiên văn học.

## Lịch sử
Mặc dù thiên văn học đã có lịch sử lâu đời nhưng vẫn được xét là một ngành riêng biệt với vật lý. Trong quan điểm về thế giới của Aristotle, Trời đất luôn gắn liền với sự hoàn hảo, các vật thể trên bầu trời tồn tại như một quả cầu hoàn hảo có quỹ đạo tròn hoàn hảo; trong khi đó Trái Đất thuộc về sự không hoàn hảo; 2 quan điểm này không được xem là có liên quan với nhau.
Aristarchus của Samos (khoảng 310-khoảng 250 trước Công Nguyên) đầu tiên đề ra sự vận động của các thiên thể được giải thích rằng Trái Đất và tất cả các hành tinh trong Hệ mặt trời đều quay xung quanh Mặt trời. Thuyết nhật tâm của Aristarchus không được chấp nhận trong thế giới Hy Lạp cổ đại trong nhiều thế kỷ, và quan điểm Mặt trời và các hành tinh quay xung quanh Trái Đất trở thành cơ bản không thể chối cãi, cho đến khi Nicolaus Copernicus làm sống lại mô hình Nhật tâm trong thế kỷ 16. Năm 1609, Galileo Galilei phát hiện ra 4 vệ tinh sáng nhất của Sao Mộc, và ghi nhận quỹ đạo của chúng so với Sao Mộc, điều đó mâu thuẫn với giáo lý Địa tâm của Nhà thờ Cơ đốc giáo vào lúc đó, và thoát khỏi sự trừng phạt bằng cách bảo vệ quan điểm của ông được sinh ra bởi toán học, không phải từ những triết lý tự nhiên, mặc dù nó thật sự khó hiểu.
Phần lớn các số liệu thiên văn chính xác được quan sát bởi Tycho Brahe đã đặt nền móng cho sự phát triển các học thuyết sau này về vũ trụ. Đầu tiên là các quy tắc dựa trên số liệu thực nghiệm, điển hình là ba định luật của Kepler về sự chuyển động của các hành tinh, đề xướng vào thế kỷ 17. Sau đó, Newton đã tạo một cầu nối giữa các định luật của Kepler và động lực học của Galileo bằng việc cho rằng có sự giống nhau giữa động lực học của các vật thể trên Trái Đất và động lực học giữa của các hành tinh và Mặt Trăng. Cơ học thiên thể - sự áp dụng định luật hấp dẫn và các định luật của Newton để giải thích các định luật của Kepler về sự chuyển động của các hành tinh, đã trở thành sự hợp nhất đầu tiên của vật lý và thiên văn học.
Sau khi Isaac Newton công bố quyển Principia, ngành hàng hải đã bắt đầu có những chuyển biến. Bắt đầu vào những năm 1970, thế giới bắt đầu để ý đến việc sử dụng một hệ vĩ độ mới, cũng như dùng những chiếc đồng hồ chuẩn xác. Nhu cầu của ngành hàng hải thời bấy giờ đã đặt ra yêu cầu cho một cuộc chạy đua về các số liệu liệu quan sát thiên văn và phương tiện ngày càng chính xác hơn, cũng như một nền tảng khoa học mạnh mẽ hơn nữa.
Vào những năm cuối thế kỉ 19, người ta tìm ra rằng khi phân tích ánh sáng mặt trời, ta sẽ quan sát được một hệ thống các vạch quang phổ (trong vùng tồn tại rất ít hoặc không có ánh sáng trắng). Thực nghiệm đã cho thấy rằng các khí nóng cũng phát ra quang phổ vạch, điều đặc biệt là mỗi một nguyên tố hóa học chỉ phát ra những vạch quang phổ đặc trưng riêng biệt tương ứng. Điều này chứng tỏ rằng chúng ta có thể tìm hiểu xem trên Mặt trời có các nguyên tố hóa học nào, bằng cách so sánh các vạch quang phổ từ ánh sáng mặt trời với các vạch quang phổ của các nguyên tố hóa học đã có sẵn ở Trái Đất. Thực vậy, nguyên tố heli đầu tiên đã được tìm thấy từ quang phổ mặt trời, sau đó mới tìm thấy trên Trái Đất, người ta đã nhân điều này mà đặt tên cho nó. Trong suốt thể kỷ 20, với sự tiến bộ của quang phổ học (môn học nghiên cứu về các vạch quang phổ), đặc biệt là những kết quả của vật lý lượng tử, đã cho phép chúng ta sự hiểu biết rõ hơn về thiên văn học, cũng như lý giải các số liệu thực nghiệm của nó.

## Đối tượng của ngành vật lý thiên văn
Phần lớn các ngành quan sát của vật lý thiên văn đều dựa trên phổ sóng điện từ:
Ngành thiên văn vô tuyến nghiên cứu các bức xạ có bước sóng lớn hơn vài milimet. Sóng vô tuyến thường được phát ra bởi các vật thể lạnh, bao gồm cả các khí và các đám mây bụi trong không gian. Bức xạ viba nền và sự dịch chuyển về phía đỏ đã minh chứng cho lý thuyết Big Bang, các Pulsar cũng được phát hiện ở tần số của sóng viba. Việc nghiên cứu các sóng này đòi hỏi phải có những kính thiên văn vô tuyến rất lớn.
Ngành thiên văn học hồng ngoại nghiên cứu các bức xạ có bước sóng dài hơn bước sóng thuộc vùng nhìn thấy, nhưng ngắn hơn bước sóng của sóng viba. Ngành thiên văn học hồng ngoại thường sử dụng các kính thiên văn tương tự như kính thiên văn quang học. Các vật thể lạnh hơn các sao (chẳng hạn như hành tinh) thừong là đối tựong chính của ngành này.
Ngành thiên văn quang học là ngành lâu đời nhất của thiên văn học, những chiếc kính được trang bị bộ cảm biến hình ảnh hoặc kính quang phổ là loại thường được sử dụng nhất]]. Vì khí quyển của Trái Đất gây ảnh hưởng lên các quan sát bằng quang học, nên kính viễn vọng không gian được đưa vào sử dụng, nhằm tạo ra các bức ảnh có chất lượng cao nhất. Ở khoảng cách này, các ngôi sao và nhiều quang phổ của chúng được quan sát rất rõ, tạo điều kiện cho nghiên cứu thành phần hóa học của sao, thậm chí của các thiên hà.

## Liên kết
- Website Vật Lý Thiên Văn